# Massimo Serafini
Massimo Serafini (Alfonsine, 16 settembre 1942) è un politico e scrittore italiano.

## Biografia
È laureato in Scienze politiche. Collaboratore dal 1963 al 1967 dell'Ufficio studi economici della Cgil di Bologna e dal 1967 membro del Direttivo provinciale.
Fra i fondatori del quotidiano il manifesto del quale è tuttora collaboratore. Nel 1973 entra a far parte della Segreteria nazionale del Manifesto e, successivamente, in quella del PdUP. Deputato al Parlamento nelle file del PCI dal 1983 al 1992, membro durante la IX legislatura della Commissione Industria e nella X legislatura della Commissione Lavori Pubblici e in quella per le Politiche Comunitarie.
È tra i presentatori delle principali proposte di legge sui temi ambientali. È inoltre uno dei protagonisti della discussione parlamentare sulle scelte energetiche del Paese, dibattito sviluppato all'indomani dell'incidente di Černobyl'. Tra i promotori del referendum antinucleare del 1987 il cui esito positivo portò alla rinuncia del Paese alle centrali nucleari.
Dal 1992 collabora con Legambiente di cui è membro della Segreteria nazionale. In questa veste dirige i settori "Formazione e Lavoro" e "Problemi del Territorio". Collaboratore dal 1996 dell'Assessorato alle nuove occupazioni del Comune di Roma. È direttore, dal 2005 al 2006, del mensile aprile, collaboratore del settimanale Left, del mensile Nuova Ecologia e del giornale online Greenreport.it.
Da anni portavoce di Goletta Verde, che ogni anno solca i mari italiani, nel 2009 è stato inoltre portavoce di Operazione Po, campagna di Legambiente per la tutela e la valorizzazione del grande fiume.